# Emil Boje Jensen
Hans Emil Boje Jensen (28. august 1911 - 16. august 1964) var en dansk roer fra Sorø. Han var medlem af Københavns Roklub i Sydhavnen.
Jensen var med i den danske otter ved OL 1936 i Berlin, sammen med Remond Larsen, Olaf Klitgaard Poulsen, Keld Karise, Poul Byrge Poulsen, Bjørner Drøger, Knud Olsen, Carl Berner og styrmand Harry Gregersen. Danskerne roede kun ét heat i konkurrencen, hvor de kom ind på sidstepladsen efter Schweiz, Tyskland og Jugoslavien. Samme år var han med i danskernes firer uden styrmand, der sluttede på sjettepladsen. Keld Karise, Bjørner Drøger og Knud Olsen var de tre øvrige medlemmer af båden.
Jensen vandt desuden en EM-sølvmedalje i otter ved EM 1934 i Luzern, og en bronzemedalje i samme disciplin ved EM 1937 i Amsterdam.